# Alf Nyman (militär)
Alf Johan Viktor Nyman, född 28 april 1897 i Kalmar stadsförsamling i Kalmar län, död 24 september 1973 i Karlskrona stadsförsamling i Blekinge län, var en svensk militär.

## Biografi
Efter studentexamen i Kalmar 1915 avlade Nyman marinofficersexamen vid Kungliga Sjökrigsskolan 1917 och utnämndes samma år till fänrik i kustartilleriet. Han tjänstgjorde 1917–1923 vid det rörliga kustartilleriet i Karlskrona kustartilleriregemente, befordrades till löjtnant 1919, tjänstgjorde parallellt vid Svea artilleriregemente 1920–1921, gick artillerimätarkurs 1922 och erhöll tjänst vid Marinförvaltningen 1923. Åren 1923–1924 gick han Allmänna kursen vid Kungliga Sjökrigsskolan], där han 1925–1927 gick Högre artillerikursen, varpå han var repetitör vid Sjökrigshögskolan 1927–1929. Han tjänstgjorde i staben hos chefen för kustartilleriet och samtidigt vid Marinförvaltningen 1927–1929. Han var lärare i artilleri vid Sjökrigsskolan 1928–1938, lärare vid Kustartilleriets skjutskola 1928 och 1930 samt adjutant i staben hos chefen för kustartilleriet 1929–1938. Han befordrades till kapten 1931, gick Special Battery Officers’ Course vid US Army Coast Artillery School 1932, var adjutant vid Kustartilleriets skjutskola 1935–1938, studerade luftvärnsmateriel vid ungerska armén 1938 och befordrades till major 1938. Han var 1938–1939 chef för III. bataljonen vid Karlskrona kustartilleriregemente, som bedrev utbildning vid luftvärnsartilleri och rörligt sjöfrontsartilleri. Han var tillika 1938–1939 chef för Underbefälsskolan vid regementet och från 1939 chef för Luftvärnsartilleriskolan där.
Åren 1941–1943 var han lärare vid Sjökrigshögskolan tillika chef för Kustartilleriets skjutskola, befordrad till överstelöjtnant 1942. Som chef för den reorganiserade Kustartilleriets skjutskola lyckades han ”på kort tid […] modernisera och utveckla kustartilleriets skjutmetoder mot sjö-, land- och luftmål liksom även utbildningsmetoderna”. År 1943 befordrades han till överste, varefter han var chef för Karlskrona kustartilleriregemente 1943–1947. Han var 1946–1947 ledamot av kommittén för utredning rörande kustartilleriets ställning. Åren 1947–1957 var han chef för Blekinge kustartilleriförsvar tillika befälhavare för Karlskrona försvarsområde. Nyman inträdde 1957 i reserven som generalmajor. Han återinträdde dock i tjänst som tjänsteförrättande inspektör för kustartilleriet 1958–1960.
Alf Nyman invaldes 1938 som ledamot av Kungliga Örlogsmannasällskapet och utsågs 1957 till hedersledamot. Han invaldes 1943 som ledamot av Kungliga Krigsvetenskapsakademien.
Alf Nyman var son till sjökaptenen Victor Nyman och Alfrida (”Frida”) Annerstedt. Han gifte sig 1927 med Agnes Kruse (född 1902).